# Krijajoga (Jogananda)

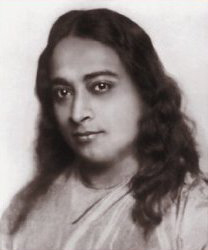
Paramahansa Jogananda – jeden z głównych propagatorów krijajogi na zachodzie

Krijajoga – specyficzna technika jogi i medytacji. Praktykanta krijajogi nazywa się krijajoginem, rzadziej też Krijabanem. Jej ożywienie nastąpiło w XIX wieku, dzięki Mahawatarowi Babadźiemu, Lahiriemu Mahaśaji i Paramahansie Joganandzie. Ten ostatni pisał o niej w swej książce: Autobiografia Jogina i rozpropagował ją w świecie Zachodu. Według Joganandy (jego książki) krijajoga była znana już w starożytności i średniowieczu, jednak trzymana w tajemnicy. Techniki krijajogi są obecnie pilnie strzeżone przez organizację i instytuty nauczające jej oraz mistrzów krijajogi. Propagowanie krijajogi (i opisywanie jej) bez zezwolenia osób upoważnionych do tego przez owe instytuty, jest surowo zakazane.
Mimo iż korzenie krijajogi tkwią w hinduizmie, nie jest związana z żadną konkretną religią i może być praktykowana przez członków różnych wyznań.
Termin krija jest często wykorzystywany w Indiach, toteż spora część technik określanych mianem krijajoga różni się od krijajogi nauczanej przez Mahawatara Babadźiego i Lahiriego Mahaśaję.

## Etymologia
Słowo krija (podobnie jak słowo karma oznaczające czyn) pochodzi od cząstki kri, która oznacza czynić, reagować i znaczy ono czyn. Słowo joga oznacza zjednoczenie, zjednoczenie z Bogiem. Połączenie słów krijajoga znaczy jednoczyć się z Bogiem (Nieskończonym) poprzez czynność.
Słowo krija (oznaczające czyn) jest bardzo popularne w językach indyjskich. Wykorzystywane jest również (oprócz tekstów dotyczących krijajogi) w tantrze i w buddyzmie. Pojawia się także w Bhaktisutrach i Jogasutrach.

## Praktyka
Jogananda napisał w Autobiografii Jogina, że krijajoga polega na mentalnym sterowaniu oddechem w dół i w górę, wokół siedmiu centrów na kręgosłupie (ćakr). Opisał tę technikę medytacji tak ogólnie ze względu na obowiązek trzymania jej w tajemnicy.
Lahiri Mahaśaja podał w jednej ze swych książek nieco dokładniejszy opis praktyki krijajogi:
1. pranajama (właściwy oddech)
2. wizualizacja pozycji jonimudra
3. odpowiednie ułożenie języka w głowie
4. koncentracja na bindu i wsłuchiwanie się w dźwięk Om
5. utrzymywanie gwiazdy między gardłem a czołem [potrzebny przypis]

## Technika krijajogi
Tradycja tej krijajogi przekazuje, każdorazowo poprzez procedurę dikszy, sześć poziomów techniki krijajogi.
Nazywają się odpowiednio: pierwsza Krija, druga Krija, trzecia Krija, czwarta Krija, piąta Krija, szósta Krija.

### Pierwsza krija
Swami Hariharananda naucza, że efektem pierwszej kriji jest

przeistoczenie umysłu w świadomość

 oraz wyciszenie. Uczeń percepuje również następujące boskie cechy:
1. światło
2. dźwięk
3. wibrację.

Pierwsza krija, nadal według nauk tego guru, pozwala podnieść kundalini z poziomu muladharaćakry ponad przysadkę mózgową.

### Szósta krija
Swami Hariharananda naucza, że dzięki technice zawartej w ostatniej czyli szóstej kriji:

wielbiciel otrzymuje stałą świadomość Boga

w codziennym życiu, jak również złączenie z Bogiem.

## Historia

### Starożytność i średniowiecze
Według Joganandy techniki krijajogi (lub bardzo podobne) były znane od tysiącleci, lecz trzymane w tajemnicy. Autobiografia Jogina podaje, że znajomość krijajogi miał Adi Śankara (wtajemniczony przez Mahawatara Babadźiego), a także Ardźuna (wtajemniczony przez Krisznę), Patandźali, Eliasz, Jezus Chrystus, Kabir, Paweł z Tarsu i Jan Ewangelista. Ponadto zostały nawet opisane w Bhagawadgicie, Jogasutrach oraz wspomniane w 1 liście do Koryntian. Następujące dwa cytaty z Jogasutr, według Autobiografii Jogina mówią o krijajodze:
Asceza, medytacja, skupienie się na Iśwarze – krijajogą (Jogasutry II, 1) 
Gdy to jest, przerywanie biegu wdechu i wydechu – pranajamą (Jogasutry II, 49)
Według Joganandy określenie użyte tu określenie "krijajoga" odnosiło się do dokładnie tej samej nauk co nauczał Mahavatar Babadźi. A oto wersety z Bhagawadgity, które według Joganandy odnosiły się do krijajogi:
A niektórzy [jogini] w kierowaniu oddechem pełną zdobywszy władzę, wydech w ofierze oddają wdechowi, a wdech wydechowi, a zatrzymanie obu za cel sobie stawiają. (Bhagawadgita 4:29)
Tej jogi odwiecznej i niezniszczalnej Jam Wiwaswata nauczał, Wiwaswat przekazał ją Manu, Manu zaś podał ją synowi swemu – Ikszwaku. I tak przekazywana dalej z ust do ust, znana była Królom-Mędrcom, lecz z biegiem wieków zapomnianą została na świecie. (Bhagawadgita 4:1-2)
Jogananda także uważał, że wzmianka o krijajodze istnieje również w Biblii:
Na każdy dzień umieram przez chwałę naszą, którą mam w Chrystusie Jezusie, Panu naszym. (1 Kor, 15:31)
Według Joganandy użyte określenie "umieram" odnosiło się nie do zwykłej śmierci, lecz do stanu zjednoczenia z własną jaźnią, możliwego poprzez praktykę krijaJogi (następuje całkowite zatrzymanie pulsu i oddechu na dłuższy okres).

### Współczesność

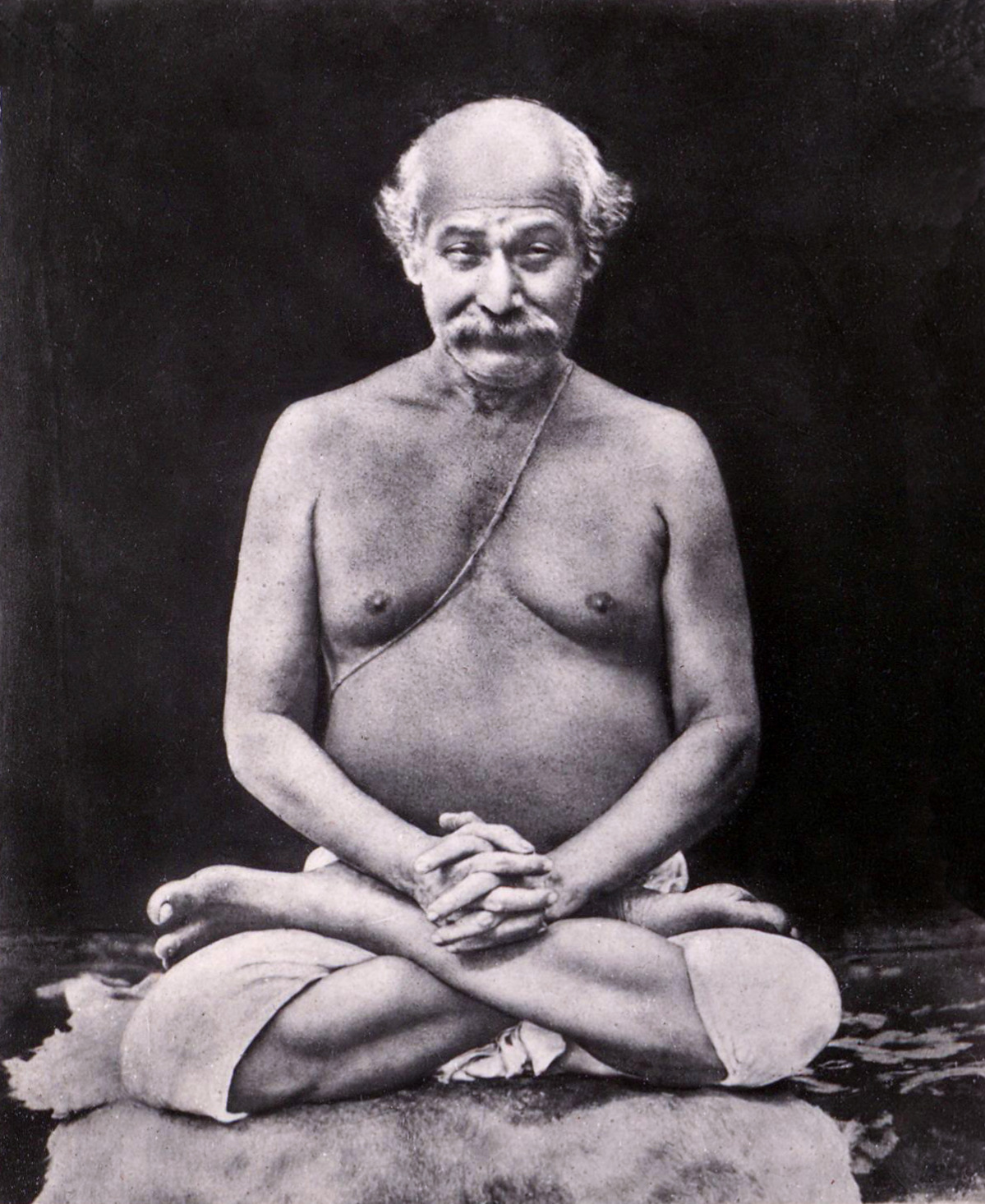
Lahiri Mahaśaja – główny propagator krijajogi w Indiach

Odnowienie krijajogi nastąpiło w 1861 roku, gdy Lahiri Mahaśaja spotkał Mahawatara Babadźiego podczas wspinaczki po górach w Ranikhecie. Wówczas Mahawatar Babadźi wtajemniczył Lahiriego Mahaśaję w krijajogę. Jogananda podaje, że Lahiri Mahaśaja chodząc po górach spotkał pewnego tajemniczego jogina (Mahavatara Babadźiego) i po paru minutach zorientował się, że w poprzednim wcieleniu był uczniem tego jogina. Parę godzin później Mahawatar Babadźi zmaterializował pałac dla Lahiriego Mahaśaji, w którym wtajemniczył go w krijajogę. Z początku Babadźi udzielił pozwolenia na nauczanie krijajogi wyłącznie Lahiriemu Mahaśaji. Jednak później na prośbę Lahiriego Mahaśaji zliberalizował nieco tę regułę i pozwolił każdemu mistrzowi krijajogi wtajemniczać swych uczniów w tę technikę. Jednak uczniowie nie mają prawa już nikogo nauczać krijajogi i są zobowiązani trzymać ją w tajemnicy.
Krijajoga spopularyzowana została w Indiach w dziewiętnastym i dwudziestym wieku głównie przez Lahiriego Mahaśaję, Śri Jukteśwara Giri i Paramahansę Joganandę, lecz również z udziałem Mahawatara Babadźiego oraz ich uczniów. Stała się powszechna w świecie zachodnim (w Ameryce) dzięki naukom Paramahansy Joganandy. Został on specjalnie wysłany przez Mahawatara Babadźiego do świata Zachodu, aby szerzyć tam krijajogę. W Stanach Zjednoczonych założył towarzystwo Self-Realization Fellowship, nauczające krijajogi oraz propagując jej ogólną filozofię życiową (dialog międzyreligijny, miłość). Jogananda nauczał także krijajogi w Indiach. Wtajemniczył on w krijajogę wiele osób, między innymi, Mahatmę Gandhiego. Krijajoga opisana jest bardzo ogólnie w książce: Autobiografia Jogina. Techniki krijajogi są pilnie strzeżone przez Self-Realization Fellowship oraz kilka innych instytutów nauczających krijajogi (między innymi Yogoda Satsanga Society of India założone przez Paramahansę Joganandę) i ogólnie dostępne tylko w zarysie. Osoby wtajemniczone w krijajogę muszą bowiem złożyć przysięgę, że dopóki nie uzyskają tytułu mistrza krijajogi, nie będą nikogo nauczać tej techniki.
Oprócz Joganandy w rozpowszechnianiu krijajogi udział miał Śrimat Bhupendranath Sanjal – uczeń Lahiriego Mahaśaji. Założył aśramy, w których nauczał krijajogi w Puri, Orisie, Bhagalpurze i Biharze. Jednym z jego uczniów był Paramahansa Hariharananda (pobierający nauki w Puri), który również (później) bardzo propagował krijajogę. Ponadto, Swami Satjananda Giri – uczeń Śri Jukteśwara Giri – także miał swój wkład w rozpowszechnieniu krijajogi. Prowadził aśramy w Ranchi i Karar oraz był jednym z mistrzów duchowych Paramahansy Hariharanandy.
Paramahansa Hariharananda – uczeń Śri Jukteśwara Giri – w bardzo dużym stopniu przyczynił się do rozwoju krijajogi poprzez nauczanie i rozpowszechnianie tej techniki medytacji. Dzieło to przejął po nim jego uczeń – Paramahansa Pradźnanananda, którego Paramahansa Hariharananda wyznaczył jako swojego następcę. Obecnie Paramahansa Pradźnanananda jeździ po świecie, prowadząc warsztaty i kursy, w których naucza krijajogi. Oprócz niego obecnie krijajogi naucza jeszcze pięciu innych Swamich: Swami Suddhananda Giri, Swami Mangalananda Giri, Swami Arupananda, Swami Samvidananda, Swami Samarpanananda. Poza tym obecnie na świecie są również świeccy nauczyciele krijajogi. Prowadzą oni w wielu miejscach na świecie kursy, warsztaty i seminaria, w których nauczają krijajogi, a także filozofii moralnej związanej z krijajogą (dialogu międzyreligijnego, miłości dla innych, walki z własnymi wadami). Nauczają oni także prawd zawartych w Bhagawadgicie oraz innych świętych ksiąg innych wyznań.
Obecnie ze względu na dużą liczbę nauczycieli krijajogi, techniki medytacji nauczane przez niektórych z nich, nazywane "krijajogą" różnią się od prawdziwej krijajogi nauczanej przez Mahawatara Babadźiego i Lahiriego Mahaśaję. Techniki zwane "kriją" lub "krijajogą" różne od krijajogi przekazu Mahawatara Babadźiego (opisanej w tym artykule) mogą być z nią mylone, gdyż Krija to popularne sanskryckie słowo, odnoszące się obecnie do różnych technik jogi i medytacji.

## Korzyści
Jogananda opisał w swojej książce korzyści płynące z praktykowania krijajogi. Należało do nich między innymi: spowalnianie procesu starzenia się oraz gwałtowne przyśpieszenie procesu osiągania stanu nadświadomości. Ponadto, według Autobiografii Jogina, krijajoga oczyszcza krew z dwutlenku węgla i napełnia ją tlenem, część z tych atomów tlenu tworzy prąd subtelnej energii, oczyszczającej mózg i ćakr.
Yogananda napisał również, że mistrzowie krijajogi (bądź podobnych technik) mają moc dematerializowania swojego ciała, kiedy tylko chcą. Ponadto Lahiri Mahaśaja – mistrz krijajogi – był w stanie żyć bez oddychania oraz bez oddawania kału i moczu. Jogananda opisał także inne cuda dokonywane przez mistrzów krijajogi, takie jak na przykład bilokacja.
Krijajoga jest uważana za bardzo bezpieczną technikę medytacji, jednak musi koniecznie być praktykowana pod nadzorem kompetentnego mistrza.